# Gonodonta sinaldus
Gonodonta sinaldus là một loài bướm đêm thuộc họ Noctuidae. Nó được tìm thấy ở the Mexican border phía bắc đến Concan in the Texas Hill Country. Chúng được ghi nhận ở phía bắc ít ra ở Dallas, phía nam ít ra đến Trinidad và Colombia.
Sải cánh dài khoảng 36 mm. Therre are probably continuous generations.
Ấu trùng ăn Moonseed cây leo.